# Ентальпія активації
Ентальпія активації — величина ΔH#, дорівнює різниці між молярними стандартними ентальпіями активованого комплексу й реактантів. Визначається із залежності константи швидкості k від температури T за рівнянням:
ΔH# = RT2(dlnk/dT) — RT = Ea-RT,
де Еa — енергія активації, R — газова стала.